# 三菱地所リアルエステートサービス
三菱地所リアルエステートサービス株式会社（みつびしじしょリアルエステートサービス、英:  Mitsubishi Real Estate Services Co.,Ltd.）は、東京都千代田区大手町に本社を置く、日本の不動産会社。三菱地所のグループ会社で事業用および投資用不動産を中心とした不動産の総合コンサルティングを行っている。略称は三菱地所リアル。

## 概要
三菱地所グループの法人不動産サービス事業部門を担う。法人やエンドユーザーを対象とした「不動産仲介・コンサルティング事業」を主軸に「オフィス賃貸」、「不動産鑑定評価」、「パーキング事業（PEN）」等の業務を行っている。
当初は、主に三菱地所が開発した住宅・宅地等の販売業務を行う会社として設立されたが、法人仲介など住宅以外の業務が増加したことにより、「住宅販売」という社名と実際の業務とに乖離が生じてきたことから、2007年4月1日より社名を「三菱地所住宅販売」から「三菱地所リアルエステートサービス」に変更した。また、2011年1月2日より住宅営業本部を分割、「三菱地所レジデンス」へ統合し、現在は法人事業に特化している。
また、経済産業省によって2023年度、2024年度の健康経営優良法人に認定されている。

## 沿革
- 1972年 - 三菱地所株式会社の住宅販売部門として、完全子会社の三菱地所住宅販売株式会社を設立（東京本社・大阪支店）。
- 1974年 - 札幌・名古屋・仙台に営業所を開設。
- 1975年 - 仲介業務・損害保険代理業務開始。
- 1981年 - 横浜支店・広島営業所開設。
- 1987年 - 福岡営業所（現・九州支店）開設。
- 2001年 - 営業本部制へ移行。
- 2006年 - 大阪アメニティパークの土壌汚染問題で行政処分（指示処分）を受ける。
- 2007年4月1日 - 社名を三菱地所リアルエステートサービス株式会社に変更。
- 2011年1月2日 - 住宅営業本部を分割し三菱地所レジデンス株式会社（旧・藤和不動産株式会社）に承継[3]。
- 2012年 - パーキング事業部開設。
- 2015年 - 三菱地所投資顧問株式会社鑑定調査部を鑑定室（現：鑑定部）に統合。
- 2018年 - 株式会社駐車場綜合研究所（現・三菱地所パークス）を子会社化[4]。
- 2020年 - 「三菱地所パークス」営業開始[5]。